# 접촉공포증
접촉공포증(接觸恐怖症, Haphephobia, aphephobia, haphophobia, hapnophobia, haptephobia, haptophobia, thixophobia, aphenphosmphobia)은 특정 공포증 중 하나로, 타인이 자신에게 접촉하는 것조차 싫어하는 것을 말한다. 접촉공포증은 대개 자신만의 개인 공간을 오염 및 침범으로부터 보호하려는 본능이 과장되어 나타나, 때로는 자신과 친밀한 관계에 있는 사람에게까지 영향을 미치기도 한다.

## 증상
공포증으로 인하여 나타나는 증상은 사람마다 다를 수 있으나, 대개 구역질, 심장 박동 수의 증가나 마른 입, 현기증 및 호흡 곤란, 과호흡 등이 있다.

## 같이 보기
- 공포증 목록
- 특정 공포증